# Paul Di Bella
Pour les articles homonymes, voir Bella.
Paul Di Bella (né le 12 février 1977 à Ingham dans le Queensland) est un athlète australien, spécialiste du sprint.
Médaillé de bronze aux Championnats du monde avec le relais 4 × 100 australien, ses meilleurs temps sont :
- 100 m : 10 s 26 (1,0 m/s) Brisbane 24/03/2001 et 10 s 26 (0,2 m/s) Sydney 18/08/2000
- 200 m : 20 s 66 (1,1 m/s) Brisbane 25/03/2001